# 七一水库 (玉山)
七一水库位于江西省上饶市玉山县北部双明镇，是信江上游的大（二）型水库。因地处三清山脚下，故近年来又称为三清湖。
水库始建于1958年7月1日，故名“七一”，1960年开始蓄水。1960年3月建成。建设时淹没耕地5441亩，迁移人口10501人。湖区面积约60平方公里。主坝高程101米，坝高54米，坝顶长430米，控制流域面积324平方公里，正常蓄水位94米，总库容2.49亿立方米，调节库容1.25亿立方米，最大泄流量4300立方米/秒，发电总装机9370千瓦。